# Eqrem Basha
Eqrem Basha,  född den 15 november 1948 i Debar i Makedonien, är en albansk poet och prosaförfattare.
Eqrem Basha är en av de ledande nutida författarna i Kosovo. Han är född i Dibra i nuvarande Makedonien men hans litterära produktion är nära knutet  till regionen Kosovo och Pristina. I Pristina är han verksam sedan fyra decennier tillbaka. Han flyttade dit i det tidiga 1970-talet för att studera språk och litterratur i det då nygrundade albanskspråkiga universitet. År 1972 började han arbeta för dagstidningen Rilindja. Senare arbetade han som redaktör inom television men avskedades 5 juli 1990 av belgradregimen under den serbiska bannlysningen av albansk massmedia. År 1994 blev Basha medgrundare av Dukagjini Bokförlag där han för närvarande arbetar. Han är även medlem i Kosovos akademi för vetenskap och konst.
Basha är författare av en stor volym litteratur såsom romaner, noveller och översättningar av i synnerhet franskspråkig litteratur och drama.

### Fotnoter
1. ↑  MAK, PLWABN-ID: 9810568263005606.[källa från Wikidata]